# Beurnevésin
Beurnevésin é uma comuna da Suíça, situada no distrito de Porrentruy, no cantão de Jura. Tem 5,1 km² de área e sua população em 2018 foi estimada em 123 habitantes.